# ABU Radio Song Festival 2019
Het ABU Radio Song Festival 2019 was de zesde, en tot op heden laatste, editie van het muziekfestival en de finale vond plaats op 30 oktober 2019 in Dhaka, Bangladesh.
Dit was de vijfde editie op rij dat het gastland voor het eerst deelnam aan het festival.

## Overzicht

### Finale
| Land         | Artiest              | Lied                                  |
| ------------ | -------------------- | ------------------------------------- |
| Bangladesh   | Anupoma Mukti        | The wind of spring                    |
| Indonesië    | Debora               | Because I can                         |
| Iran         | Mohsen Mirzazadeh    | Long sea                              |
| Malediven    | Hassan Irufaan       | The surf monster                      |
| Nepal        | Prabisha Adhikari    | My soul seeks to have you in the dusk |
| Sri Lanka    | Asanka Sahabandu     | Southern skies                        |
| Turkmenistan | Shamyrat Hojagylyyev | Smile my darling                      |
| Vietnam      | Dieu Huong           | Waiting for lover on a wharf          |

2012 · 2014 · 2015 · 2016 · 2018 · 2019

Zie ook: ABU TV Song Festival